# Les Musiciens du Louvre

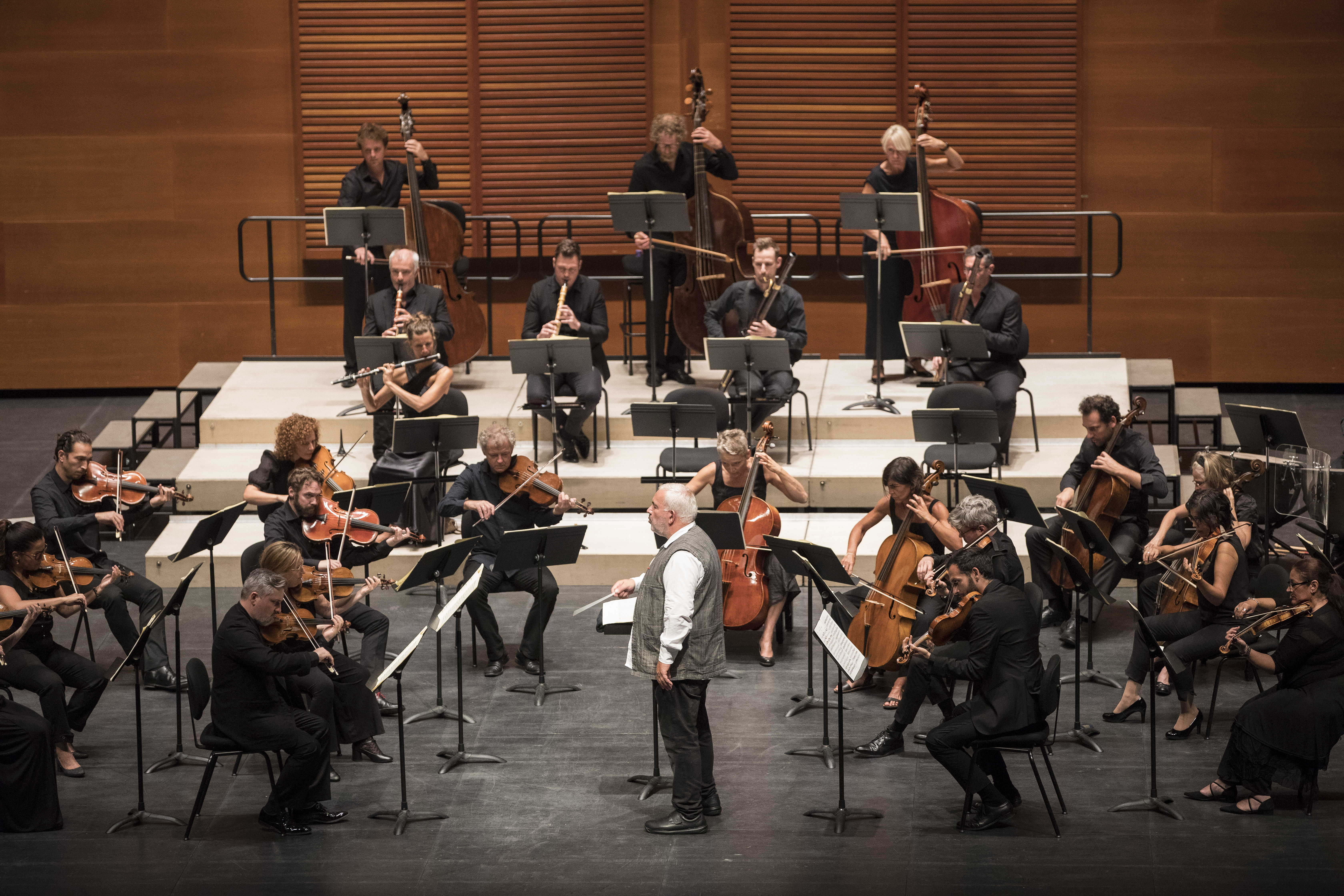
Les Musiciens du Louvre, 2020

Les Musiciens du Louvre (in italiano I musicisti del Louvre) è un ensemble francese costituito nel 1982. In origine con sede a Parigi, dal 1996 si è trasferito a Grenoble. The Guardian lo ha definito uno dei migliori ensemble al mondo.

## Storia
Fondato da Marc Minkowski nel 1982 a Parigi, dal 1987 si è guadagnato una reputazione internazionale come orchestra per l'esecuzione di musica barocca. Ha anche suscitato interesse per l'esecuzione di opere di Offenbach, Berlioz e Bizet. Nel 1992 ha inaugurato il Festival di musica barocca, tenutosi al Palazzo di Versailles, con Armide di Gluck e nel 1993 ha preso parte all'inaugurazione dell'Opéra Nouvel de Lyon con Phaëton di Lully. Nello stesso anno ha vinto il Gramophone Award per Best Baroque Vocal Recording per la registrazione di San Giovanni Battista di Stradella. Con lo spostamento a Grenoble nel 1996 si è fuso con l'Ensemble instrumental de Grenoble.
Nel 1999, ha collaborato con il fotografo William Klein al film Messiah, un collage di pezzi dall'oratorio di Handel che accompagnavano fotografie e immagini assemblate dal regista.
Nel 2005 sono stati il primo gruppo francese ad essere invitato al Festival di Salisburgo (Mitridate, ripreso nel 2006 nella completa esecuzione delle opere di Mozart).

## Attività
Les Musiciens du Louvre-Grenoble supportano il rinnovamento della musica barocca in Francia e più in generale l'uso di strumenti d'epoca. Il progetto dei Musiciens du Louvre-Grenoble propone una rivalutazione progressiva e lirica, dalla musica barocca alla musica moderna, e la programmazione di alcune opere che sono state trascurate per motivi ingiustificabili o oscuri. Questo progetto lo rende uno dei più evoluti, inventivi ed originali gruppi di musica al mondo.
È anche noto per la sua riscoperta di opere di Handel (il suo contributo al repertorio handeliano è riconosciuto come uno dei più importanti al mondo), Henry Purcell e Jean-Philippe Rameau ], nonché di Haydn e Mozart, per citare i più importanti. Questo percorso ha naturalmente portato all'esecuzione di repertori sempre più recenti, favorendo la musica francese del XIX secolo. Ha partecipato a progetti su Berlioz ( Symphonie Fantastique ,  Nuit d'été ,  Harold en Italie ) e Jacques Offenbach ( La Belle Hélène , La Grande-Duchesse de Gérolstein), ma anche su Georges Bizet (Carmen e le musiche di scena da l'Arlésienne) e Gabriel Fauré ( Musique de Théâtre ). La stagione 2008-2009 ha visto anche l'inserimento di compositori ancora più recenti come Wagner, Pyotr Ilyich Tchaikovsky e Stravinski.
L'opera ha preso rapidamente un ruolo di primaria importanza nel repertorio dell'orchestra fin dalla sua fondazione, che le è valso il plauso della critica sulle produzioni di Claudio Monteverdi ( L'incoronazione di Poppea  nel 2000 al Festival d'Aix-en-Provence ), Gluck ( Armida  nel 1992), Mozart ( il Flauto Magico  alla Ruhr Triennale,  Il ratto dal serraglio  al Festival d'Aix-en-Provence,  Mitridate  nel 2005 per la loro prima apparizione al Festival di Salisburgo), ma soprattutto le loro produzioni di  Ifigenia in Tauride  di Gluck a Opéra de Paris,  Carmen  di Bizet (maggio 2007),  Le fate  di Wagner (marzo 2009) al Théâtre du Châtelet e  Le nozze di Figaro  di Mozart al Théâtre des Champs-Élysées. Ha anche fatto tournée in Europa orientale, Asia, Nord America, Sud America e (nel 2009) in Giappone.

## Discografia
- Lully (Phaëton, Acis & Galatée, les Comédies-Ballets)
- Charpentier (Le Malade imaginaire, Te Deum)
- Marais (Alcione)
- Blamont (Didon)
- Clérambault (Le Soleil vainqueur des Nuages)
- Mouret (Les Amours de Ragonde)
- Stuck (Héraclite & Démocrite)
- Rebel (Les Élémens)
- Rameau (Hippolyte & Aricie, Platée, Dardanus, Les surprises de l'Amour [suites], Anacréon, Le Berger fidèle, Une symphonie imaginaire)
- Mondonville (Titon & l'Aurore, Sonates en symphonies)
- Gluck (Armide, Iphigénie en Tauride, Orphée et Eurydice)
- Méhul (Symphonies n° 1 and 2)
- Berlioz (Symphonie fantastique and Herminie with the Mahler Chamber Orchestra and Aurélia Legay)
- Offenbach (La Belle Hélène, La Grande-Duchesse de Gérolstein, Concerto for cello and other instruments, gala with Anne Sofie von Otter, Orphée aux Enfers, A Concert of Music by Offenbach)
- Handel (Il trionfo del Tempo e del Disinganno, La resurrezione, Messiah, Hercules, Amadigi, Teseo, Ariodante, Giulio Cesare, Concerti Grossi opus 3, Dixit Dominus et motets romains, Delirio amoroso and cantatas with Magdalena Kožená, French cantatas, Haendel Scarlatti Caldara Opera Proibita with Cécilia Bartoli)
- Mozart (Mitridate [DVD], Die Entführung aus dem Serail [DVD], Don Giovanni [arrangement for wind octet by Triebensee], Jupiter)
- Monteverdi (L'incoronazione di Poppea [DVD])
- Stradella (San Giovanni Battista)
- Rossini (L'inganno felice [sotto il nome di Concert des Tuileries])
- Bizet (L'Arlésienne)
- Bach (Messa in Si minore)